# Giuseppe Ruggiero
Giuseppe Ruggiero (o Ruggero), soprannominato Peppe 'a frizione (Calvizzano, 4 giugno 1913 – Calvizzano, 10 giugno 1981) è stato un pilota automobilistico italiano.

## Biografia
Giuseppe Ruggiero nasce a Calvizzano da una famiglia agiata di origine nobile.
Indirizzato dalla famiglia verso un percorso di Giurisprudenza, preferisce tuttavia cimentarsi nelle corse automobilistiche, passione che in Italia ai tempi si stava diffondendo sempre più; dedicandosi anche agli studi di meccanica per poter lavorare sulle sue vetture.
Le prime corse a cui gareggiò furono la Targa Abbruzzi del 1938 e la Mille Miglia del 1940, in cui si piazzò secondo in categoria 1500cc con una Fiat 1500.
Dopo la Seconda Guerra mondiale, con il ritorno delle corse prese definitivamente a gareggiare: era l'epoca in cui nacquero i primi circuiti automobilistici, ma anche in cui molte gare si disputavano su percorsi cittadini.
La prima corsa del dopoguerra a cui partecipò, con una Alfa Romeo 8C 2300, fu la Coppa Felice Scandone Posillipo-Coroglio del 1946, in cui si piazzò primo in classifica assoluta. 
Con la vettura Alfa Romeo gareggiò anche alla Cetara-Capo d'Orso e alla Sorrento-Sant'Agata dei Goti del 1947, piazzandosi sempre primo in posizione assoluta e quindi mostrandosi campione imbattibile nei circuiti automobilistici cittadini. Era riconosciuto per i suoi stacchi di frizione molto netti, con cui dava molto spettacolo e che gli sono valsi il suo soprannome.
Sempre nel 1947, con la scuderia "Partenope - ACI Napoli", partecipò alla Coppa TARAS a Mottola, piazzandosi sempre sul podio al terzo posto. Con la stessa scuderia, parteciperà alla Catania-Etna del 1956, e alla Coppa Selva-Fasano nel 1955 (con un'Alfa Romeo 8C 2000) e nel 1956 (con la sua Maserati), piazzandosi quinto.
Nel 1948, partecipa al II Gran Premio di Bari con una Stanguellini 1100, piazzandosi quinto, dopo Tazio Nuvolari (arrivato quarto) e Achille Varzi (terzo). Con la stessa auto partecipa anche al Circuito di Pescara, piazzandosi undicesimo.

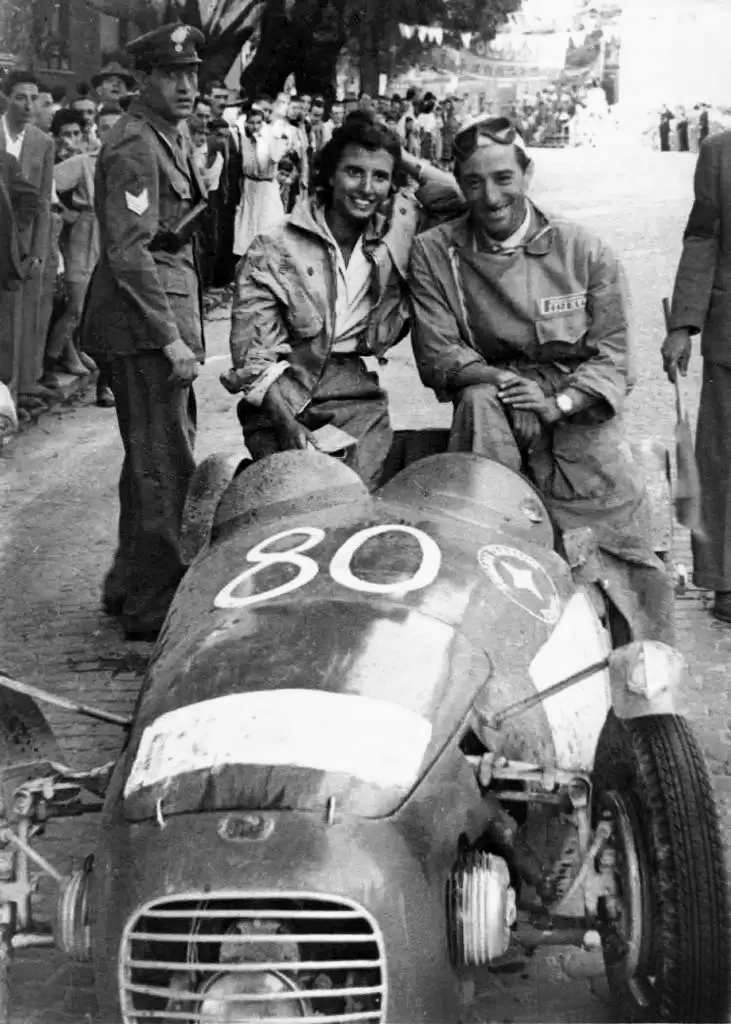
Giuseppe Ruggiero con Maria Teresa De Filippis.

Partecipa al V Circuito delle Cascine di Firenze e al X Gran Premio di Roma, tuttavia non piazzandosi in classifica per non aver terminato la gara (arrivando 14º). Al circuito di Firenze si piazza dopo Luigi Villoresi.
Nel 1948, acquista una Maserati A6 GCS 2000, e con questa automobile partecipa, fino al 1960, a ben dodici Gran Premi di Napoli, con risultati che vanno dal secondo posto in tempo assoluto al dodicesimo posto in arrivo.
Nel 1950, partecipa alla IV Coppa Selva-Fasano, arrivando primo in classifica assoluta. Nello stesso anno, parteciperà alla Amalfi-Ravello e alla Vermicino-Rocca di Papa, e nel 1951 al III Giro di Calabria, posizionandosi quinto sempre con la sua Maserati.
Si ritirerà negli anni 70'. Muore nel 1981, lasciando la figlia e la moglie (divenuta poetessa locale).
Nonostante la fama ottenuta tra gli anni 40' e gli anni 70', nel suo paese natale non vi è traccia di elementi commemorativi alla sua figura.

### La collaborazione con Maria Teresa De Filippis
Ruggiero non gareggiò solo in gare singole, ma anche in coppia con un altro pilota: Maria Teresa De Filippis, la prima pilota di Formula 1 d'Italia.
Peppe 'a frizione strinse una forte amicizia e collaborazione con la marchesa De Filippis, che si tramutò in una serie di vittorie e arrivi al podio nel 1949: grazie alla Taraschi Urania 750 della De Filippis, arrivarono primi in categoria alla III Stella Alpina, e secondi di categoria alla Coppa della Toscana, alla III Coppa Selva-Fasano e alla Salerno-Cava de' Tirreni.
Hanno partecipato anche alla XXXIII Coppa Florio, con una Fiat Camen (la carrozzeria di una 500 Topolino con un Bimotore accoppiato), ma hanno dovuto ritirarsi causa incidente.

## Risultati
| Grandi Prove                                                             | 1938 | 1940    | 1946 | 1947 | 1948 | 1949    | 1950 | 1951 | 1952 | 1953 | 1954 | 1955 | 1956 | 1957 | 1958 | 1959 | 1960 |
| ------------------------------------------------------------------------ | ---- | ------- | ---- | ---- | ---- | ------- | ---- | ---- | ---- | ---- | ---- | ---- | ---- | ---- | ---- | ---- | ---- |
| Gran Premio di Napoli                                                    |      |         |      |      | 2°   | 10°     | 7°   | 8°   | 6°   | 8°   | 12°  | 8°   | 6°   | 3°   |      | 4°   | 4°   |
| Gran Premio di Bari                                                      |      |         |      |      | 5°   |         |      |      | Rit. |      |      |      |      |      |      |      |      |
| Gran Premio di Roma                                                      |      |         |      |      | 14°  |         |      |      |      |      |      |      |      |      |      |      |      |
| Classiche di durata                                                      | 1938 | 1940    | 1946 | 1947 | 1948 | 1949    | 1950 | 1951 | 1952 | 1953 | 1954 | 1955 | 1956 | 1957 | 1958 | 1959 | 1960 |
| Mille Miglia                                                             |      | 2° cat. |      |      |      |         |      |      |      |      | 35°  |      |      |      |      |      |      |
| Coppa della Toscana                                                      |      |         |      |      |      | 2° cat. |      |      |      |      |      |      |      |      |      |      |      |
| Coppa Florio                                                             |      |         |      |      |      | Rit.    |      |      |      |      |      | Rit. |      |      |      |      | 28°  |
| Coppa Selva - Fasano                                                     |      |         |      |      |      | 2° cat. | 1°   |      |      |      |      | 5°   | 5°   |      |      |      |      |
| Catania-Etna                                                             |      |         |      |      |      |         |      |      |      |      |      |      | -    |      |      |      |      |
| 10 ore di Messina                                                        |      |         |      |      |      |         |      |      |      | 14°  | 13°  |      |      |      |      |      |      |
| Coppa TARAS                                                              |      |         |      | 3°   |      |         |      |      |      |      |      |      |      |      |      |      |      |
| Gare Agonistiche                                                         | 1938 | 1940    | 1946 | 1947 | 1948 | 1949    | 1950 | 1951 | 1952 | 1953 | 1954 | 1955 | 1956 | 1957 | 1958 | 1959 | 1960 |
| Circuito delle Cascine (Firenze)                                         |      |         |      |      | 14°  |         |      |      |      |      |      |      |      |      |      |      |      |
| CIrcuito di Pescara                                                      |      |         |      |      | 11°  | -       |      |      |      |      |      |      |      |      |      |      |      |
| Circuito di Senigallia                                                   |      |         |      |      |      | -       | 5°   |      |      |      |      |      |      |      |      |      |      |
| Circuito di Vallelunga                                                   |      |         |      |      |      |         |      |      |      |      |      |      |      |      |      | 7°   |      |
| Coppa "Felice Scandone"                                                  |      |         | 1°   |      |      |         |      |      |      |      |      |      |      |      |      |      |      |
| Coppa Ascari                                                             |      |         |      |      |      |         |      |      |      |      |      |      |      |      |      |      | 5°   |
| Giro di Calabria                                                         |      |         |      |      |      |         |      | 5°   |      |      |      |      |      |      |      |      |      |
| Coppa d'Oro di Sicilia                                                   |      |         |      |      |      |         |      |      |      | Rit. |      |      |      |      |      |      |      |
| Trofeo Supercortemaggiore                                                |      |         |      |      |      |         |      |      |      |      |      |      | Rit. |      |      |      |      |
| Sorrento - Sant'Agata de' Goti                                           |      |         |      | 1°   |      |         |      |      |      |      |      |      |      |      |      |      |      |
| Salerno-Cava de' Tirreni                                                 |      |         |      |      |      | 2° cat. |      |      |      |      |      |      |      |      |      |      |      |
| Cetara-Capo d'orso                                                       |      |         |      | 1°   |      |         |      |      |      |      |      |      |      |      |      |      |      |
| Amalfi-Ravello                                                           |      |         |      |      |      | -       |      |      |      |      |      |      |      |      |      |      |      |
| Vermicino-Rocca di Papa                                                  |      |         |      |      |      | -       |      |      |      |      |      |      |      |      |      |      |      |
| Stella Alpina                                                            |      |         |      |      |      | 1° cat. |      |      |      |      |      |      |      |      |      |      |      |
| Gare di velocità                                                         | 1938 | 1940    | 1946 | 1947 | 1948 | 1949    | 1950 | 1951 | 1952 | 1953 | 1954 | 1955 | 1956 | 1957 | 1958 | 1959 | 1960 |
| Coppa delle Dolomiti                                                     |      |         |      |      |      | 9° cat. |      |      |      |      |      |      |      |      |      |      |      |
| Targa Abruzzi                                                            | 7°   |         |      |      |      |         |      |      |      |      |      |      |      |      |      |      |      |
| Legenda - Rit: ritirato. SQ: squalificato. Corsivo: giro veloce in gara. |      |         |      |      |      |         |      |      |      |      |      |      |      |      |      |      |      |